# Pedrer
|  | No s'ha de confondre amb Pedrer (arma). |

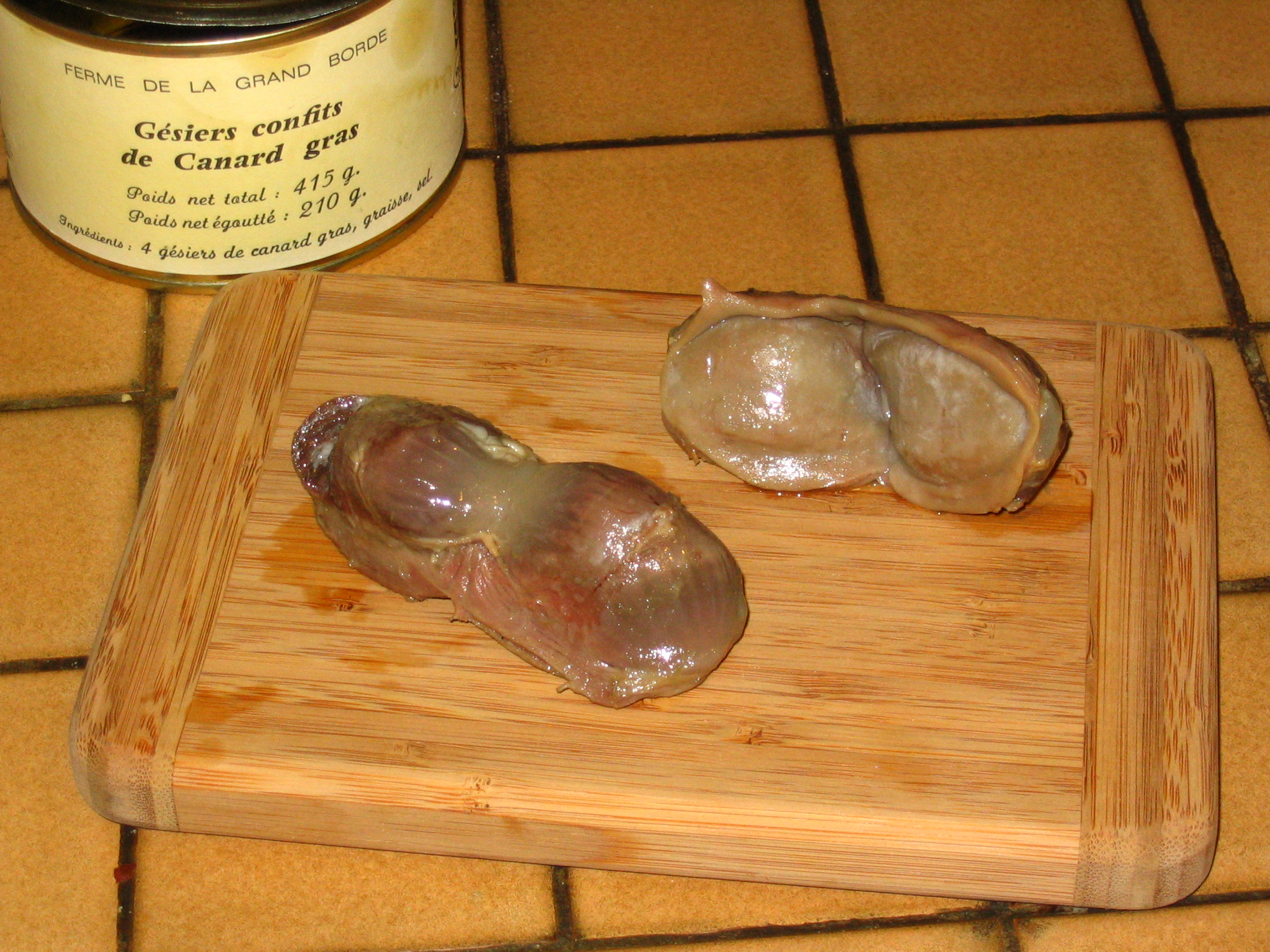
Pedreres d'ànec

El pedrer o grier, les pedreres o la morella és un apèndix carnós situat al principi de l'intestí que es forma quasi sempre per infart de les glàndules, normalment dels ocells. El seu objectiu és realitzar la digestió mecànica en alguns grups de vertebrats, com per exemple, els ocells granívors. El seu nom prové de les petites pedres que a moltes espècies es troben i serveixen per ajudar a triturar els aliments que ingereixen.
Els pedrers es troben en l'esòfag dels animals. Els de pollastre són considerades vísceres i tenen un preu molt baix a pesar de ser un plat realment saborós. Tenen gust de carn amb un lleuger fons de víscera, i una vegada cuinades la seua teixidura queda lleugerament dura, recordant els cartílags, encara que molt més fàcil de mastegar.
Els animals que tenen pedrers són tots els ocells, molts rèptils com ara els cocodrils, alguns cucs de terra, alguns peixos com ara alguns salmons (Salmo stomiachicus) (tot i que són prou diferents dels dels ocells se les anomena igual).

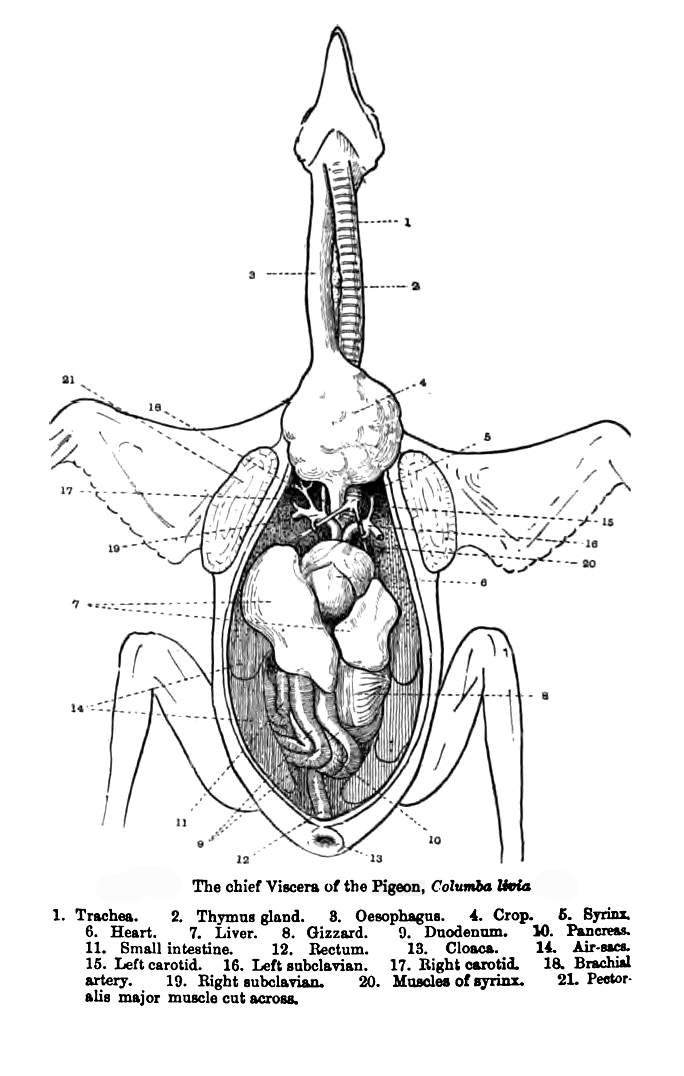
Les pedreres d'un colom es troben a la dreta del duodè (núm.8).

## Gastronomia
És un menjar que es consumeix en diferents països europeus i americans. Els pedrers poden cuinar-se rostits o cuits a manera de guisat, arrebossats, fregits, confitats, etc., segons el costum de cada lloc.

### Europa
A la part nord d'Espanya solen servir-se en una espècie de guisat sobre una cassola de fang.
Els pedrers confitats d'ànec i d'oca són molt populars a la gastronomia occitana i coneguts a tota França, on se solen menjar freds en amanida. En occità s'anomenen peirièrs o gresiers, i en francès gésiers (són masculins en ambdues llengües).